# Сан-Феличе-Чирчео
Сан-Феличе-Чирчео (итал. San Felice Circeo) — коммуна в Италии, располагается в регионе Лацио, подчиняется административному центру Латина.
Население составляет 8260 человек (на 2005 г.), плотность населения составляет 258,13 чел./км². Занимает площадь 32 км². Почтовый индекс — 04017. Телефонный код — 0773.
Покровителем населённого пункта считается святой мученик Феликс. Праздник ежегодно празднуется 29 июля.
Недалеко от города расположен национальный парк Чирчео, единственный в своём роде в Италии, созданный не только для охраны флоры и фауны, но и естественных ландшафтов.